# Cerro Tláloc
De Cerro Tláloc (Nahuatl: Tlalocatepetl) is een vulkaan in de Mexicaanse deelstaten Mexico en Tlaxcala.
De vulkaan is 4158 meter hoog en is genoemd naar de Azteekse regengod Tlaloc.